# Данило Галицький (опера)
«Дани́ло Га́лицький» (початкова назва «Поряту́нок Євро́пи») — опера українського композитора Мирослава Волинського, лібрето Романа Горака та Анни Волинської. Лібрето є оригінальним авторським твором. Мирослав Волинський писав музику до лібретто Романа Горака упродовж двох років (2007—2009). Опера створена за підтримки Мистецького фонду імені Короля Данила.

## Історія створення

### Історична основа
В основу опери покладені історичні події ХІІІ століття (часів Галицько-Волинського князівства) про які свідчать літописи. В опері діє ціла низка історичних осіб, показана боротьба Данилового оточення за престол, історичні випробування, які випали на долю українського народу і які він з гідністю витримав. Героїчна боротьба українського народу проти татаро-монгольських орд врятувала європейську цивілізацію від знищення. Чимало художніх елементів додано для підсилення сприйняття твору: сцени коронації Данила Галицького, одруження його сина Лева з дочкою угорського короля Констанцією, заснування королем Львова.

### Перша назва
Твір спершу мав іншу назву — «Порятунок Європи». Автору лібрето хотілося показати, яких жертв зазнала Україна-Русь, щоб врятувалася від монгольської навали європейська цивілізація. І як завдяки українським жертвам розвивалася Європа. Що наше теперішнє жалюгідне становище теж зумовлене тим, що колись ми мусили жертвувати собою чисто по-християнськи, аби рятувати світ.

### Автор лібрето про тему опери
Роман Горак:
«Наскрізною є тема жертви. Король Данило приніс багато жертв, щоб створити ту державу, яку він мав. Ми як народ також принесли дуже велику жертву, щоб перегородити татарам і монголам шлях до Європи. Було багато обіцянок, нам давали багато чого, навіть корону, але рятувати Європу довелося самотужки. Тому була така ідея назвати цей твір „Порятунок Європи“, або подати це другим заголовком».

### Композитор про оперу
Мирослав Волинський:
«Довелось вишукувати, щоб була історична достовірність, якийсь музичний матеріал тієї епохи. Народних пісень, як таких, не збереглось, є приклади церковної музики і ще довелось вивчати монгольську музику, щоб передати сцену боїв».

## Сценічна доля
«Данило Галицький» починався як національний мистецький проект за участю 220 осіб, але оперу спіткала складна сценічна доля.
Попередній кошторис опери "Данило Галицький - близько 1 мільйона гривень. [Архівовано 20 жовтня 2020 у Wayback Machine.]

## Концертне виконання
- ХХХ Фестивалю Київ Музик Фест (2019). Арія Данила «Ні, не засліпиш ти мені очей…». Виконує Ігор Онищенко (Україна — Австрія) та Національний президентський оркестр. Диригент — Василь Василенко. [Архівовано 11 липня 2021 у Wayback Machine.]
- ХХХ Фестивалю Київ Музик Фест (2019). Виконує Національний президентський оркестр. Диригент — Василь Василенко. [Архівовано 11 липня 2021 у Wayback Machine.]
- Фіінальна сцена «Молитва за Львів». Виконують оркестр та хор Західного територіальногоцентру військово-музичного мистецтва, Лауреат Національної премії ім. Т. Шевченка, Заслужена академічна капела України «Трембіта», солісти: народний артист України Олександр Громов, Вероніка Колобіщева, Роман Кропявнюк, Ігор Міхневич. Диригент заслужений діяч мистецтв України полковник Микола Борач. Аранжування для духового оркестру Олексія Баженова.
- Арія Князя Лева. Виконують Микола Тетюк та Уляна Сельська (фортепіано).
- Арія Данила «Поглянь, мій сину…». Виконує соліст Львівської національної опери заслужений артист України Орест Сидір. (Київ, Палац «Україна» 28 жовтня 2009 р.)
- Фінальна сцена «Молитва за Львів», виконують: соліст Львівської національної опери заслужений артист України Орест Сидір, Лауреат Національної премії ім. Т. Шевченка, Заслужена академічна капела України «Трембіта», диригент — народний артист України Іван Юзюк.(Київ, Палац «Україна» 28 жовтня 2009 р.)